# 張弘策
张弘策（456年—502年），字真简，范阳方城（今河北省固安县）人。文献皇后的堂弟，梁武帝萧衍的从舅。扬州主簿张安之之子。

## 生平
自小以孝闻名。其母生病時，五日不食，弘策亦不食。最後他的母親强灌他吃粥，弘策吃其母所吃剩的。母親去世後，弘策三年不食盐菜。
初任齐邵陵王国常侍，协助雍州刺史萧衍夺权。萧衍称帝后，加封为散骑常侍、洮阳县侯。後随梁武帝西征，擔任辅国将军，迁升為卫尉卿。天监元年（502年）五月乙亥的夜晚，东昏侯余党孙文明等率數百人，私入南北掖門，燒神虎門，弘策被殺。谥号愍侯。

## 家庭
有子張缅、张缵、张绾、張紑。張紑曾孙即張柬之。
女张宝和为桂阳王萧象的王妃。

## 延伸阅读
[在维基数据编辑]
 《梁書·卷11》，出自姚思廉《梁書》
 《南史/卷56》，出自李延壽《南史》